# Ploske, Peatîhatkî
Ploske (în ucraineană Плоске) este un sat în comuna Bilenșciîna din raionul Peatîhatkî, regiunea Dnipropetrovsk, Ucraina.

## Demografie
Componența lingvistică a localității Ploske
     Ucraineană (97,38%)
     Rusă (2,62%)
Conform recensământului din 2001, majoritatea populației localității Ploske era vorbitoare de ucraineană (97,38%), existând în minoritate și vorbitori de rusă (2,62%).